# 牛樹梅
牛樹梅（1799年2月28日—1882年），字玉堂，號省齋，又字雪橋，甘肅鞏昌府通渭縣雞川鄉牛坡村人，清朝政治人物。

## 生平
行一。道光二十一年（1842年）進士，歷官四川雅安縣、隆昌縣、彰明縣知縣。資州直隸州、眉州直隸州、茂州直隸州知州，寧遠府知府至四川按察使。所至有政績，有『牛青天』之稱。咸豐三年，參與陝甘總督舒興阿軍事，被薦為『循良第一』，隨同總兵桂龄。同治中，曾为嘉陵书院山长，岷州文昌书院，成都锦江书院主讲。上書論甘肅剿逆回宜用土勇，光緒初歸鄉，八十四歲卒。

## 延伸阅读
[在维基数据编辑]
 《清史稿·卷479》，出自趙爾巽《清史稿》